# St. Gallus (Kirchborchen)

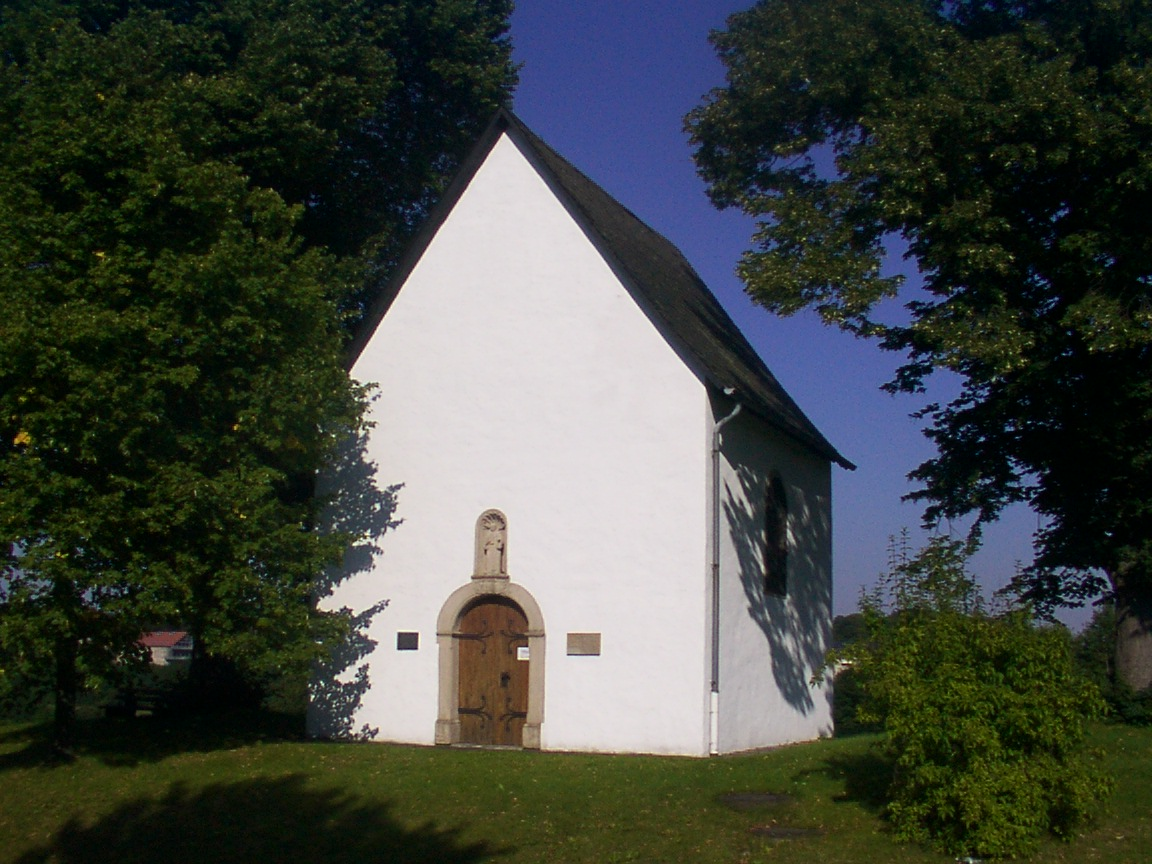
St. Gallus-Kapelle in Borchen-Kirchborchen

St. Gallus ist eine katholische Prozessionskapelle im Borchener Ortsteil Kirchborchen im Kreis Paderborn, Nordrhein-Westfalen.

## Geschichte
Bereits zwischen 1015 und 1031 ließ Bischof Meinwerk in Südborchen eine Holzkirche errichten, die er dem Abdinghofkloster unterstellte. Schon kurz darauf konnte Abt Wolfgang des Klosters die erste Steinkirche errichten, die 1043 von Bischof Rotho dem Heiligen Gallus geweiht wurde.
Nachdem um 1200 die neue St. Michaels-Kirche erbaut wurde, verfiel die St. Gallus-Kirche. Anfang des 15. Jahrhunderts waren nur noch Mauerreste vorhanden. 1636 überkam den Ort eine große Pest. Als diese überstanden war, gelobten die Kirchborchener Bürger, jährlich am 15. Juni, dem Tag des Hl. Vitus, eine Prozession abzuhalten, die an der Gallikapelle endete. Ab 1663 begann man deshalb mit dem Wiederaufbau der Kapelle.
Um 1750 wurde das Gebäude renoviert. Das Gebäude wurde nicht weiter gewartet und diente nur als Prozessionsstation. Erst zu Beginn des 21. Jahrhunderts wurde mit Hilfe des örtlichen Schützenvereins die Kapelle erneut renoviert.